# ديف بيرسون (لاعب كرة قاعدة)
ديف بيرسون (بالإنجليزية: Dave Pierson)‏ هو لاعب كرة قاعدة أمريكي، ولد في 20 أغسطس 1855 في ويلكس بار في الولايات المتحدة، وتوفي في 11 نوفمبر 1922 في نيوآرك في الولايات المتحدة.

## وصلات خارجية
- ديف بيرسون على موقعبيزبول رفرنس.كوم (الدوري الرئيسي) (الإنجليزية)
- ديف بيرسون على موقعبيزبول رفرنس.كوم (الدوري الثانوي) (الإنجليزية)